# ويليام بي. كرافنز
ويليام بي. كرافنز هو محامي وسياسي أمريكي، ولد في 17 يناير 1872 في فورت سميث في الولايات المتحدة، وتوفي في 13 يناير 1939 في واشنطن العاصمة في الولايات المتحدة. نشط حزبياً في الحزب الديمقراطي. وقد انتخب عضو مجلس النواب الأمريكي ‏.